# Campeonato Paranaense de Futebol de 1926
O Campeonato Paranaense de 1926, foi a 12° edição do campeonato estadual, teve oito participantes, e o Palestra Itália Futebol Clube conquistou o bi-campeonato estadual, os vice-campeões foram Clube Atlético Paranaense e Operário Ferroviário, o campeonato retornou a ser terminado em outro ano 1925, e Staco, foi artilhero sozinho do Coritiba, marcando 23 gols. Neste ano a antiga ASP (Associação Sportiva Paranaense) mudou de nomenclatura para FPD (Federação Paranaense de Desportos). 

## Clubes Participantes
| Equipe                             | Cidade       | Região                           | No ano anterior | Estádio | Capacidade | Títulos                            | Participações |
| ---------------------------------- | ------------ | -------------------------------- | --------------- | ------- | ---------- | ---------------------------------- | ------------- |
| Britânia Sport Club                | Curitiba     | Região Metropolitana de Curitiba | Quarto Lugar    | --      | --         | 6 (1918, 1919,1920,1921,1922,1923) | 12            |
| Coritiba Foot Ball Club            | Curitiba     | Região Metropolitana de Curitiba | Terceiro Lugar  | --      | --         | 1 (1916)                           | 12            |
| Paraná Sport Club                  | Curitiba     | Região Metropolitana de Curitiba | Sexto Lugar     | --      | --         | 0 (não possui)                     | 9             |
| Savóia Futebol Clube               | Curitiba     | Região Metropolitana de Curitiba | Vice Campeão    | --      | --         | 0 (não possui)                     | 7             |
| Palestra Itália Futebol Clube      | Curitiba     | Região Metropolitana de Curitiba | Quinto Lugar    | --      | --         | 1 (1924)                           | 6             |
| Operário Ferroviário Esporte Clube | Ponta Grossa | Microrregião de Ponta Grossa     | Vice Campeão    | --      | --         | 0 (não possui)                     | 4             |
| Clube Atlético Paranaense          | Curitiba     | Região Metropolitana de Curitiba | Campeão         | --      | --         | 1 (1925)                           | 2             |
| União Campo Alegre                 | Ponta Grossa | Microrregião de Ponta Grossa     | Estreante       | --      | --         | 0 (não possui)                     | 1             |

- 1° Lugar Palestra Itália Futebol Clube
- 2° Lugar Clube Atlético Paranaense
- 2° Lugar Operário Ferroviário Esporte Clube
- 3° Lugar Coritiba Foot Ball Club
- 4° Lugar Britânia Sport Club
- 5° Lugar Savoia Futebol Clube
- 6° Lugar Paraná Sport Club
- 7° Lugar União Campo Alegre

## Regulamento
Campeonato mudado para turno e returno por pontos corridos. 

## Campeão
| Campeonato Paranaense de 1926           |
| --------------------------------------- |
| Palestra Itália Futebol Clube 2° Título |